# Seznam hannoverských královen
Hannoverské královny a kurfiřtky byly ženy, které byly manželkami hannoverských panovníků za jejich vlády. Z důvodu salického práva ohledně nástupnictví byli všichni panovníci Hannoveru muži s titulem král Hannoveru a předtím kurfiřt Hannoveru, zatímco všechny jejich manželky byly ženy s titulem královna Hannoveru a oslovením Veličenstvo a předtím s titulem hannoverské kurfiřtky a oslovením Královská Výsost. Následující ženy byly manželkami hannoverských panovníků v letech 1692 až 1878:

## Manželky Hannoverských panovníků

### Hannoverské kurfiřtky
| Obrázek | Jméno                          | Otec                                                        | Narození        | Sňatek         | Kurfiřtkou od                   | Kurfiřtkou do                     | Úmrtí              | Manžel        |
| ------- | ------------------------------ | ----------------------------------------------------------- | --------------- | -------------- | ------------------------------- | --------------------------------- | ------------------ | ------------- |
|         | Žofie Falcká                   | Fridrich V. Falcký (Wittelsbachové)                         | 14. října 1630  | 30. září 1658  | 1692 manžel se stal kurfiřtem   | 23. ledna 1698 manžel zemřel      | 8. června 1714     | Arnošt August |
|         | Karolina z Ansbachu            | Jan Fridrich Braniborsko-Ansbašský (Hohenzollernové)        | 1. března 1683  | 22. srpna 1705 | 11. června 1727 manželův nástup | 20. listopadu 1737                | 20. listopadu 1737 | Jiří II.      |
|         | Šarlota Meklenbursko-Střelická | Karel Ludvík Fridrich Meklenbursko-Střelický (Meklenburští) | 19. května 1744 | 8. září 1761   | 8. září 1761                    | 12. října 1814 stala se královnou | 17. listopadu 1818 | Jiří III.     |

### Hannoverské královny
| Obrázek | Jméno                            | Otec                                                        | Narození        | Sňatek            | Královnou od                                  | Královnou do                    | Úmrtí              | Manžel        |
| ------- | -------------------------------- | ----------------------------------------------------------- | --------------- | ----------------- | --------------------------------------------- | ------------------------------- | ------------------ | ------------- |
|         | Šarlota Meklenbursko-Střelická   | Karel Ludvík Fridrich Meklenbursko-Střelický (Meklenburští) | 19. května 1744 | 8. září 1761      | 12. října 1814 Hannover povýšen na království | 17. listopadu 1818              | 17. listopadu 1818 | Jiří III.     |
|         | Karolina Brunšvická              | Karel Vilém Ferdinand Brunšvický (Welfové)                  | 17. května 1768 | 8. dubna 1795     | 29. ledna 1820 manželův nástup                | 7. srpna 1821                   | 7. srpna 1821      | Jiří IV.      |
|         | Adelheid Sasko-Meiningenská      | Jiří I. Sasko-Meiningenský (Wettinové)                      | 13. srpna 1792  | 13. července 1818 | 26. června 1830 manželův nástup               | 20. června 1837 manžel zemřel   | 2. prosince 1849   | Vilém         |
|         | Frederika Meklenbursko-Střelická | Karel II. Meklenbursko-Střelický (Meklenburští)             | 3. března 1778  | 29. května 1815   | 20. června 1837 manželův nástup               | 29. června 1841                 | 29. června 1841    | Arnošt August |
|         | Marie Sasko-Altenburská          | Josef Sasko-Altenburský (Wettinové)                         | 14. dubna 1818  | 18. února 1843    | 18. listopadu 1851 manželův nástup            | 20. září 1866 monarchie zrušena | 9. ledna 1907      | Jiří V.       |

### Manželky uchazečů o trůn
| Obrázek | Jméno                                                 | Otec                                                                    | Narození          | Sňatek            | Královnou od                                | Královnou do                     | Úmrtí             | Manžel                                         |
| ------- | ----------------------------------------------------- | ----------------------------------------------------------------------- | ----------------- | ----------------- | ------------------------------------------- | -------------------------------- | ----------------- | ---------------------------------------------- |
|         | Marie Sasko-Altenburská                               | Josef Sasko-Altenburský (Wettinové)                                     | 14. dubna 1818    | 18. února 1843    | 20. září 1866 monarchie zrušena             | 12. června 1878 manžel zemřel    | 9. ledna 1907     | Jiří V.                                        |
|         | Thyra Dánská                                          | Kristián IX. Dánský (Glücksburkové)                                     | 29. září 1853     | 22. prosince 1878 | 22. prosince 1878                           | 14. listopadu 1923 manžel zemřel | 26. února 1933    | Ernest Augustus II., korunní princ hannoverský |
|         | Viktorie Luisa Pruská                                 | Vilém II. Pruský (Hohenzollernové)                                      | 13. září 1892     | 24. května 1913   | 14. listopadu 1923 manžel se stal uchazečem | 30. ledna 1953 manžel zemřel     | 11. prosince 1980 | Arnošt August III., princ hannoverský          |
|         | Ortrud Šlesvicko-Holštýnsko-Sonderbursko-Glücksburská | Albrecht Šlesvicko-Holštýnsko-Sonderbursko-Glücksburský (Glücksburkové) | 19. prosince 1925 | 31. srpna 1951    | 30. ledna 1953 manžel se stal uchazečem     | 6. února 1980                    | 6. února 1980     | Arnošt August IV., princ hannoverský           |
|         | Monika zu Solms-Laubach                               | Jiří Fridrich zu Solms-Laubach (Solms-Laubach)                          | 8. srpna 1929     | 16. července 1981 | 16. července 1981                           | 9. prosince 1987 manžel zemřel   | 4. června 2015    | Arnošt August IV., princ hannoverský           |
|         | Chantal Hochuli                                       | Johann Hochuli                                                          | 2. června 1955    | 28. srpna 1981    | 9. prosince 1987 manžel se stal uchazečem   | 23. října 1997 rozvod            |                   | Arnošt Augustus V., princ hannoverský          |
|         | Caroline Monacká                                      | Rainier III. Monacký (Grimaldiové)                                      | 23. ledna 1957    | 23. ledna 1999    | 23. ledna 1999                              | Držitel                          |                   | Arnošt Augustus V., princ hannoverský          |